# Hyalella kochi
Hyalella kochi is een vlokreeftensoort uit de familie van de Hyalellidae. De wetenschappelijke naam van de soort is voor het eerst geldig gepubliceerd in 2001 door Gonzalez & Watling.